# Studio Artis
Studio Artis omvat twee televisiestudio's in de zogenaamde Nieuwe Ledenlokalen (1870-1875) van de dierentuin Artis in de Plantagebuurt van Amsterdam. In 1989 werd hier een opnamelocatie onder de naam Studio Plantage in gebruik genomen door Ischa Meijer samen met de manager Fieldproduction van het NOB, die de studio realiseerde.  De locatie is lange tijd in het beheer van DutchView geweest. 
Vanuit Studio Plantage werden diverse programma's uitgezonden, zoals Jiskefet, Buitenhof, Holland Sport, De Wereld Draait Door, Pauw & Witteman, De Leugen Regeert, Zomergasten en De Plantage.
Omdat Artis, eigenaar van het pand, dit wilde gaan verbouwen om het zelf weer in gebruik te nemen, moest DutchView in het voorjaar van 2010 op zoek naar een nieuwe locatie. De nieuwe studio's op het Westergasfabriek-terrein in Amsterdam werden de nieuwe locatie. Vanaf september 2010 werden de programma's De Wereld Draait Door, Pauw & Witteman en Kunststof TV vanuit de nieuwe locatie uitgezonden. De radio-uitzending van TROS Muziekcafé op zaterdagmiddag verhuisde naar De Vorstin in Hilversum.
PowNed is gestopt met het dagelijkse nieuwsprogramma PowNews en het programma Boeken van de VPRO verhuisde van Studio Plantage naar de Hortus. Ook het programma Buitenhof verhuisde in 2010 naar de Hortus.
De documentaire Afscheid van Studio Plantage is in juli 2012 uitgezonden door de VARA.
In samenwerking met United zijn in 2014 twee studio's verbouwd en geopend onder de nieuwe naam Studio Artis. Sinds 2019 werd het praatprogramma Beau hiervandaan uitgezonden. Jinek, Humberto & Renze volgden in de jaren daarna. Op 11 juli 2025 kwam de laatste uitzending van RTL's latenighttalkshow in deze vorm hiervandaan.

## Trivia
Delen van het pand fungeerden ook lange tijd als bevolkingsregister van Amsterdam.